# Ryan Stevenson
Ryan Cairns Stevenson (Irvine, 24 agosto 1984) è un ex calciatore scozzese, che giocava nei ruoli di centrocampista o attaccante.

## Carriera

### Club
Nato ad Irvine, inizia a giocare a calcio con squadre dilettantistiche del posto. Nel 2001, all'età di 17 anni, viene prelevato dal Chelsea, squadra in cui crescerà calcisticamente.
Non essendo riuscito ad ottenere un posto in prima squadra nelle file del Chelsea si trasferisce a parametro zero al St. Johnstone. Nel club totalizza 72 presenze e cinque gol segnati.
Nell'ottobre 2006 passa in un prestito di 28 giorni all'Ayr United, prestito che si prolungherà fino alla fine dell'anno. In seguito, precisamente il 2 gennaio 2007, si unisce al club a titolo definitivo. Solo due settimane più tardi, segna il suo primo gol con la maglia dell'Ayr United contro la sua ex squadra, il St. Johnstone, in una partita del terzo turno della Coppa di Scozia, persa per 2-1.
Il 1º febbraio 2010 si unisce all'Heart of Midlothian. Ha fatto il suo debutto il 10 febbraio, nella partita persa contro il Celtic al Celtic Park. Il 18 settembre 2010 ha siglato la sua prima rete contro l'Inverness Con l'assenza di Kevin Kyle, viene impiegato anche come seconda punta; proprio in questa posizione inizia ad essere decisivo, segnando nelle partite più importanti, contro il Celtic, contro i Rangers e nel derby contro l'Hibernian. Tuttavia, rescinde il suo contratto il 22 dicembre 2011, poiché non ebbe più buoni rapporti con la società.
Il 28 gennaio 2012, viene acquistato dall'Ipswich Town per una cifra di 50.000 sterline su un contratto di un anno e mezzo.
Segna il suo primo gol con l'Ipswich il 28 aprile 2012 contro il Doncaster Rovers, con un tiro dalla lunga distanza, che sarà votato dai tifosi dell'Ipswich come gol dell'anno.
Il 31 agosto 2012, dopo solo otto mesi, torna agli Hearts firmando un contratto triennale.
Dopo le esperienze al Partick Thistle, all'Ayr United e al Dumbarton, nel gennaio 2017 passa al Raith Rovers e sceglie il numero 66. Il suo nome è salito agli onori della cronaca sportiva il 28 febbraio seguente, quando, in occasione della partita contro l'Ayr United, il tecnico del Raith Rovers, John Hughes, non aveva a disposizione alcun portiere e perciò si è trovato costretto a schierare Stevenson tra i pali fin dal primo minuto. La partita finirà 1-0 per l'Ayr United.
Pochi giorni dopo, annuncia il suo ritiro dal calcio giocato.

### Nazionale
Il 6 novembre 2011 viene convocato per la prima volta nella nazionale scozzese per disputare un'amichevole contro Cipro.